# Episodi de La que se avecina (undicesima stagione)
L'undicesima stagione della serie televisiva La que se avecina è stata trasmessa in anteprima in Spagna da Telecinco tra il 24 aprile 2019 e il 17 dicembre 2019.
| nº | Titolo originale                                                                         | Titolo italiano | Prima TV Spagna  | Prima TV Italia |
| -- | ---------------------------------------------------------------------------------------- | --------------- | ---------------- | --------------- |
| 1  | Un vacío de poder, una inutilidad manifiesta y un ser maligno y cansino                  |                 | 24 aprile 2019   |                 |
| 2  | Un sabotaje, una mami coleguiti y un trastrás por detrás                                 |                 | 1º maggio 2019   |                 |
| 3  | Un yonqui centenario, un inquilino múltiple y un acto filatélico                         |                 | 8 maggio 2019    |                 |
| 4  | Un viaje a Cuenca, dos tinderbrothers y la Tercera Guerra Mundial                        |                 | 15 maggio 2019   |                 |
| 5  | Un pánico escénico, un bodorrio homopetardo y las diablas de Montepinar                  |                 | 22 maggio 2019   |                 |
| 6  | Un pinchito nublado, una ITV emocional y un tonto mecenas                                |                 | 29 maggio 2019   |                 |
| 7  | Un aprendiz de empotrador, un martirio redentor y un borderline en apuros                |                 | 5 giugno 2019    |                 |
| 8  | Una patata al aire, una batalla de evangélicas y un templo zurrasardinas                 |                 | 12 giugno 2019   |                 |
| 9  | Un brócoli humano, un derrape místico y un despertar inoportuno                          |                 | 20 novembre 2019 |                 |
| 10 | Una presidenta acorralada, un mayorista en pañales y un borderline in love               |                 | 27 novembre 2019 |                 |
| 11 | Un empresario desbordado, un trío tirita y el auténtico mensaje de Cristo                |                 | 4 dicembre 2019  |                 |
| 12 | Una dispensa, un fetus in fetu y un injerto turco                                        |                 | 10 dicembre 2019 |                 |
| 13 | Un vibrador emocional, un bodorrio subvencionado y el retorno de los payasos justicieros |                 | 17 dicembre 2019 |                 |